# Dixa arge
Dixa arge är en tvåvingeart som beskrevs av Dyar och Shannon 1924. Dixa arge ingår i släktet Dixa och familjen u-myggor.
Artens utbredningsområde är Washington. Inga underarter finns listade i Catalogue of Life.